# تورم مواد غذایی در ایران
ایران در دهه گذشته با تورم شدید مواد غذایی مواجه بوده است که تحت تأثیر عوامل گوناگونی قرار دارد. این عوامل شامل چالش‌های کشاورزی و آب و هوایی ، مسائل مهم در مدیریت آب و ناکارآمدی در زنجیره تامین مواد غذایی است. یکی از عوامل مهم مشارکت سپاه پاسداران انقلاب اسلامی ایران (سپاه پاسداران انقلاب اسلامی) در اقتصاد، به ویژه در بخش کشاورزی و غذا است. نفوذ سپاه همراه با سوء مدیریت و فساد ، تشدید مشکلات در منابع آب، با شیوه‌های کشاورزی و تولید مواد غذایی مرتبط بوده است.
بر اساس آخرین گزارش بانک جهانی از آوریل ۲۰۲۵، ایران از نظر تورم قیمت مواد غذایی در جایگاه دوم قرار دارد با نرخ تورم ۴۰.۸ درصد.

## استفاده ضعیف از زمین های کشاورزی ایران
تقریباً یک سوم کل مساحت خشکی‌های ایران را زمین‌های قابل کشت تشکیل می دهد. با این حال، کمتر از یک چهارم این - معادل حدود یک دهم کل مساحت زمین - به طور فعال کشت می شود. این کشت محدود به دلیل کیفیت پایین خاک و توزیع ناکافی آب در بسیاری از مناطق است. از بین زمین های زیر کشت، کمتر از یک سوم از آبیاری سود می برد، در حالی که بیشتر آنها به تکنیک های کشاورزی دیم متکی هستند. حاصلخیزترین خاک ها در نواحی غرب و شمال غرب کشور یافت می شود. 

## افزایش قیمت مواد غذایی
از سال ۲۰۱۴، ایران با کاهش مداوم تولید مواد غذایی  همراه با افزایش قابل توجه قیمت مواد غذایی مواجه بوده است. به عنوان مثال، قیمت برنج بین سال‌های ۲۰۱۲ تا ۲۰۲۳، ۲.۱۱ برابر افزایش یافته است، در حالی که هزینه‌های نان از سال ۲۰۱۱ تا ۲۰۲۳، ۳.۴ برابر افزایش یافته است. قیمت سیب زمینی در مدت مشابه سه برابر شده است و فیله مرغ از سال ۲۰۱۰ تا ۲۰۲۳ ۲.۰۶ برابر شده است. علیرغم این روندهای تورمی، متوسط حقوق خالص در ایران بین سال‌های ۲۰۲۰ تا ۲۰۲۳ تنها ۳۳ درصد رشد داشته است، تنها بین سال‌های ۲۰۲۲-۲۰۲۳ ریال ایران نیمی از ارزش خود را از دست داد، تورم از ۵۰ درصد گذشت و حداقل دستمزد تنها ۲۷ درصد افزایش یافت.  این اختلاف بر بحران غذایی کشور تأکید می کند، به طوری که داده های اخیر نشان می دهد که در یک دوره چند هفته ای در سال ۲۰۲۴، قیمت نان تا ۶۶ درصد و قیمت شیر تا ۲۵ درصد افزایش یافته است.   این روندها نشان دهنده کمبود مداوم مواد غذایی  و تشدید ناامنی غذایی در ایران است، جایی که تقریباً یک چهارم جمعیت در محله های فقیر نشین ساکن هستند و با ناامنی غذایی متوسط تا شدید مواجه هستند. 
در سال ۱۴۰۳، ایران با افزایش چشمگیر قیمت مواد غذایی مواجه شد که منجر به تورم فزاینده و کاهش سطح زندگی شهروندان گردید. باوجود اینکه مرکز آمار جمهوری اسلامی نرخ تورم در بخش مواد غذایی را ۲۶.۶٪ و تورم کلی را ۳۲٪ اعلام کرده است، وضعیت فروشگاه‌های سراسر ایران در بهمن‌ماه نشان‌دهنده افزایش قیمت‌های به‌مراتب بالاتر در کالاهای مختلف است: رب گوجه‌فرنگی: افزایش ٪۲۷ نسبت به ماه گذشته. لوبیا چیتی: افزایش ۶۸٪ نسبت به ماه گذشته. چای: افزایش ۱۳۰٪ نسبت به سال گذشته. قهوه: افزایش ۳۵۷٪ نسبت به سال گذشته. ماست: افزایش ۵۲٪ نسبت به سال گذشته. شیر کیسه‌ای: افزایش ۳۹٪ نسبت به سال گذشته. نوشابه گازدار: افزایش ۶۲٪ نسبت به سال گذشته. بیسکویت: افزایش ۶۰٪ نسبت به سال گذشته. آدامس: افزایش ۱۱۲٪ نسبت به سال گذشته. گوشت گوسفند: افزایش ۱۷۵٪ نسبت به سال گذشته. تخم‌مرغ: افزایش ۴۲٪ نسبت به سال گذشته. برنج نوع «فجر»: افزایش ۱۱۴٪ نسبت به سال گذشته. برنج نوع «طارم»: افزایش ۷۹٪ نسبت به سال گذشته. نان بربری: افزایش ۱۰۰٪ نسبت به سال گذشته. نان سنگک: افزایش ۱۵۰٪ نسبت به سال گذشته. نان تست: افزایش ۱۰۰٪. این داده‌ها نشان‌دهنده شکاف قابل‌توجهی بین گزارش‌های رسمی و واقعیت موجود در بازار است، به‌گونه‌ای که در عمل، قیمت‌ها با نرخ‌های بسیار بالاتری افزایش یافته‌اند.
بر اساس آخرین گزارش بانک جهانی از آوریل ۲۰۲۵، ایران از نظر تورم قیمت مواد غذایی در جایگاه دوم قرار دارد با نرخ تورم ۴۰.۸ درصد.

## علل تورم غذایی

### تحریم های بین المللی
در واکنش به پیشرفت‌های هسته‌ای و موشک‌های بالستیک ایران ، و همچنین حمایت این کشور از سازمان‌های شبه‌نظامی که صلح منطقه‌ای را به خطر می‌اندازند، ایالات متحده در همراهی با شبکه‌ای از متحدان بین‌المللی، یک رژیم تحریمی سختگیرانه اعمال کرده است.   این رویکرد چند وجهی فراتر از فعالیت‌های نظامی ایران است و سوابق نقض حقوق بشر آن اقدامات تنبیهی جهانی را بیشتر توجیه می‌کند. تحریم‌ها به‌طور خاص بخش نفت و سیستم‌های بانکی مهم ایران را هدف قرار داده است که در اقتصاد این کشور نقش اساسی دارند. در نتیجه، این اقدامات به طور قابل توجهی توانایی کشور را برای کسب ارز خارجی تضعیف کرده است و ضربه مهمی به زیرساخت های اقتصادی و روابط تجاری خارجی آن وارد کرده است. 
این محدودیت ظرفیت ایران برای واردات محصولات غذایی ضروری و نهاده های کشاورزی از جمله بذر ، کود و ماشین آلات را به طور قابل توجهی با مشکل مواجه کرده است. در نتیجه، تحریم ها منجر به افزایش هزینه های تولید و افزایش قیمت مواد غذایی شده است. علاوه بر این، اختلال در زنجیره تامین حیاتی هزینه های حمل و نقل را افزایش داده و فشارهای تورمی را در داخل کشور تشدید کرده است.  

## نوسانات نرخ ارز
به دلیل تحریم‌های بین‌المللی و مدیریت ناکارآمد اقتصادی، ارزش ریال ایران بین اکتبر ۲۰۱۴ تا اکتبر ۲۰۲۴ به میزان قابل توجهی حدود ۳۷ درصد کاهش یافت  این کاهش ارزش واردات را گرانتر کرد و مستقیماً بر قیمت محصولات غذایی، به ویژه محصولات وابسته به کالاهای وارداتی تأثیر گذاشت. علاوه بر این، تلاش‌های دولت برای مدیریت نرخ‌های ارز چندگانه باعث ایجاد انحراف و ناکارآمدی در بازار شده و نوسان قیمت‌ها را تشدید می‌کند. 

## چالش های کشاورزی
ایران با کمبود شدید آب و بیابان زایی دست و پنجه نرم می کند که بر تولیدات کشاورزی آن تأثیر نامطلوبی دارد. در طول قرن گذشته، جمعیت ایران از ده به بیش از هشتاد و پنج میلیون نفر افزایش یافت و منابع آب تجدیدپذیر آن از ۱۳۰ میلیارد متر مکعب به ۸۰ تا ۸۵ میلیارد متر مکعب کاهش یافت. پیش‌بینی‌ها حاکی از آن است که تا سال ۲۰۴۱، منابع آب می‌تواند به نصف کاهش یابد و چالش‌های مهمی را ایجاد کند زیرا انتظار می‌رود جمعیت از ۱۰۰ میلیون نفر فراتر رود. پیش‌بینی می‌شود سرانه آب در دسترس به زیر ۵۰۰ متر مکعب کاهش یابد که نشان‌دهنده کمبود مطلق است.  دوره‌های طولانی خشکسالی و مدیریت ناکارآمد منابع آب ، علاوه بر زیرساخت‌های قدیمی و شیوه‌های کشاورزی که همچنان بهره‌وری را محدود می‌کند، بیشتر به افزایش قیمت‌ها کمک می‌کند. 

## عوامل جهانی
عوامل جهانی، از جمله تغییرات آب و هوا ، درگیری های مسلحانه (مانند جنگ در اوکراین )، و نوسانات بازار بین المللی ، بر قیمت مواد غذایی در سراسر جهان تأثیر می گذارد. از آنجایی که ایران واردکننده مهم مواد غذایی و کشاورزی است، این روندهای جهانی مستقیماً بر قیمت گذاری داخلی آن تأثیر می گذارد. به ویژه، افزایش قیمت کالاهای کلیدی مانند گندم ، ذرت و روغن های گیاهی به تورم مواد غذایی ایران کمک می کند. 

## اصلاحات یارانه ها و سیاست های اقتصادی
دولت ایران در برخی مواقع یارانه کالاهای اساسی را کاهش داده یا سعی کرده است سیستم یارانه را برای رفع کسری بودجه اصلاح کند. این تغییرات اغلب منجر به افزایش ناگهانی قیمت در اقلام غذایی می شود. یارانه ها با انتقال غیرنقدی جایگزین شده است.
برای چندین دهه، دولت ایران قیمت بیش از ۲۰ کالای اساسی را تنظیم کرده است. این قیمت‌ها که به قیمت‌های اداره‌شده معروف هستند، توسط سازمان حمایت از مصرف‌کننده و تولیدکننده (CPPO) با همکاری مجلس شورای اسلامی تعیین می‌شود. CPPO قیمت‌های مصرف‌کننده را زیر قیمت‌های مرجع (مرز) و قیمت‌های تولیدکننده تعیین می‌کند و بودجه دولت شکاف مالی حاصل را جذب می‌کند.
در سال ۲۰۰۷، یارانه مواد غذایی تقریباً ۲.۸ درصد از تولید ناخالص داخلی ایران را تشکیل می داد. این یارانه ها عمدتاً به غلات اختصاص داده می شود که ۵۰ درصد از کل را تشکیل می دهد، در حالی که سایر اقلام غذایی اساسی مانند شکر ، روغن های پخت و پز و شیر خشک 25 درصد اضافی را تشکیل می دهند. ۲۵ درصد باقی مانده نیز به کالاهای مختلف از جمله کاغذ، ماشین آلات کشاورزی، کود و دارو اختصاص دارد.
به عنوان بخشی از اصلاحات هدفمند یارانه ها، دولت قیمت نان را تا ۲۵ درصد در دسامبر ۲۰۱۰ افزایش داد. پس از این تعدیل، CPPO هرگونه افزایش بیشتر قیمت را ممنوع کرد و بازرسی‌های منظم بازار را برای جلوگیری از ناآرامی عمومی که ممکن است ناشی از فشارهای تورمی باشد، ایجاد کرد. 
کاهش یارانه ها، علی رغم ناآرامی عمومی که برای شهروندان ایرانی که با فقر فزاینده و تورم افسارگسیخته دست و پنجه نرم می کنند، برای کاهش کسری بودجه ایجاد می کند، ادامه دارد. 

## قاچاق و فعالیت در بازار سیاه
قاچاق کالاهای یارانه ای مانند گندم و سایر مواد غذایی به دلیل اختلاف قیمت بین ایران و کشورهای همسایه در ایران رایج است. بازرگانان از صادرات غیرقانونی این کالاها سود می برند، در دسترس بودن داخلی را کاهش می دهند و قیمت ها را افزایش می دهند. این مشکل با اجرای ناکافی و کنترل مرزی تشدید می شود که به چنین فعالیت هایی اجازه رونق می دهد. 

## احتکار توسط واسطه‌ها
واسطه ها که نقش مهمی در شبکه توزیع ایران دارند، اغلب در صورت پیش بینی افزایش قیمت، محصولات غذایی را احتکار می کنند . با کنترل عرضه این کالاها، آنها می توانند شرایط بازار را برای به حداکثر رساندن سود دستکاری کنند. این عمل نه تنها قیمت ها را افزایش می دهد بلکه منجر به نوسانات قابل توجهی در بازار می شود. 

## کمبود زیرساخت و شفافیت
فقدان زیرساخت های مدرن و نظارت شفاف نظارتی اجازه می دهد تا شیوه های فاسد شکوفا شود. سیستم‌های حمل و نقل و ذخیره‌سازی ناکارآمد منجر به فساد و از بین رفتن می‌شود و عرضه مؤثر مواد غذایی را کاهش می‌دهد. علاوه بر این، فقدان مکانیسم‌های مناسب نظارت بر بازار توسط دولت، این ناکارآمدی‌ها و دستکاری‌ها را قادر می‌سازد تا کنترل نشده باقی بمانند. 

## ناکارآمدی و فساد
ناکارآمدی و فساد در سیستم های توزیع می تواند منجر به کمبود مصنوعی و دستکاری قیمت ها شود و به تورم کمک کند. این وضعیت ریشه در چندین موضوع سیستمی دارد:

#### فساد و انحصارها
فساد در زنجیره تامین مواد غذایی ایران نشان دهنده یک چالش ساختاری مهم است، جایی که مشاغل و افراد مرتبط با سیاسی از نفوذ خود برای انحصار کانال های توزیع سوء استفاده می کنند. این بازیگران دسترسی ترجیحی به کالاهای غذایی یارانه ای را تضمین می کنند، امتیازی که اغلب از پیوند آنها با نخبگان سیاسی ناشی می شود. با احتکار این محصولات ضروری، آنها عمداً کمبودهای مصنوعی را مهندسی می کنند تا بعداً کالاها را با قیمت های بسیار بالاتر در بازار سیاه عرضه کنند. این شکل از دستکاری بازار نه تنها پویایی عرضه را مخدوش می کند، بلکه فشارهای تورمی را تشدید می کند و ثبات اقتصادی و دسترسی عادلانه به کالاهای ضروری را تضعیف می کند. 

## شکست‌های سیاست‌های دولتی و مدیریت نامناسب یارانه‌ها
کنترل قیمت‌ها توسط دولت ایران از طریق یارانه‌ها و سایر اقدامات اغلب نتیجه معکوس می‌دهد. به عنوان مثال، یارانه هایی که برای مقرون به صرفه کردن اقلام ضروری است، گاهی توسط مقامات فاسد و بازرگانانی که این کالاها را خارج از کانال های رسمی با نرخ های متورم به فروش می رسانند، سوء استفاده می کنند. این انحراف باعث تشدید کمبود در بازارهای رسمی و افزایش قیمت ها می شود. 

## سپاه پاسداران و فساد در مدیریت آب
شهرنشینی سریع و تقاضای کشاورزی، تامین آب کمیاب کشور را تشدید کرده است. با توجه به اختصاص تقریباً ۹۰ درصد منابع آبی ایران به بخش کشاورزی، ناکارآمدی شیوه‌های آبیاری و اتکای بیش از حد به آب‌های زیرزمینی منجر به کاهش شدید این ذخایر حیاتی می‌شود. نقش تغییر اقلیم، که باعث تشدید خشکسالی و کاهش آب های سطحی موجود می شود، بر سیستم فشار بیشتری می آورد. استراتژی‌های مدیریت آب ایران، از جمله ساخت سدها و پروژه‌های انتقال آب، از نظر سیاسی هدایت می‌شوند و اغلب اثرات زیست‌محیطی و اجتماعی را نادیده می‌گیرند. این سیاست‌ها به آسیب‌های اکولوژیکی از جمله خشک شدن رودخانه‌ها و تالاب‌ها مانند دریاچه ارومیه کمک می‌کند که به دلیل پروژه‌های انحرافی و احداث سدها بدون ارزیابی‌های زیست‌محیطی مناسب، بیش از ۸۰ درصد کاهش یافته است. چنین آسیب های اکولوژیکی بر تنوع زیستی تأثیر می گذارد و بهره وری کشاورزی را تهدید می کند، زیرا شور شدن زمین های زمانی حاصلخیز را غیرقابل استفاده می کند  و طوفان های گرد و غبار و فرونشست زمین در مناطقی مانند خوزستان و سیستان و بلوچستان را تشدید می کند. چنین تخریب محیطی، همراه با نظارت و شفافیت ناکافی دولتی، شرایط زندگی را برای جوامع به حاشیه رانده شده بدتر می کند، چرخه های فقر و به حاشیه رانده شدن سیاسی-اجتماعی را تقویت می کند.  این سیاست‌ها نمی‌توانند به علل ریشه‌ای کمبود رسیدگی کنند و به طور نامتناسبی بر جوامع روستایی و پیرامونی تأثیر می‌گذارند که منجر به بی نظمی مدنی می‌شود. 
فساد در بخش تامین آب ایران ریشه عمیقی دارد و از طریق تخصیص نادرست منابع، برداشت غیرقانونی آب، عدم شفافیت و بی توجهی به جوامع حاشیه نشین آشکار می شود. سیستم مدیریت آب ایران گرفتار طرفداری سیاسی شده است. سپاه و سایر نهادهای مرتبط با سیاسی منابع آب را کنترل می کنند و پروژه ها را برای منافع سیاسی و اقتصادی به جای نیاز عمومی در اولویت قرار می دهند. آنها منابع را به مناطق مطلوب هدایت می کنند و باعث کمبود در استان های آسیب پذیر مانند خوزستان و سیستان و بلوچستان می شوند. به عنوان مثال، پروژه های انشعاب آب در استان های اصفهان و یزد با وجود کمبودهای بحرانی در خوزستان و سیستان و بلوچستان در اولویت قرار گرفتند. گزارش ها همچنین نشان می دهد که برخی از شرکت های کشاورزی و صنعتی مرتبط با سپاه پاسداران انقلاب اسلامی مقادیر قابل توجهی آب دریافت کرده اند، در حالی که کشاورزان کوچک و جوامع روستایی با کمبود شدید دست و پنجه نرم می کنند.   علاوه بر این، جمعیت روستایی و اقلیت با تخریب اکولوژیکی و از دست دادن معیشت مواجه هستند. این الگوی توسعه نابرابر نه تنها نابرابری های منطقه ای را تشدید می کند، بلکه به ناآرامی های اجتماعی دامن می زند. سیاست آب ایران همچنین با اتکای بیش از حد به ساخت سد و پروژه‌های انحراف در مقیاس بزرگ مشخص می‌شود که در درجه اول به نفع شرکت‌های مرتبط سیاسی و نخبگان شهری است. 
سپاه از طریق بازوی سازندگی خاتم الانبیا ، مدیریت آب ایران را در انحصار خود درآورده است . این «مافیای آب» پروژه های زیرساختی بزرگی مانند ساخت سد را کنترل می کند و منافع مالی و سیاسی را بر ملاحظات زیست محیطی و اجتماعی ترجیح می دهد. تسلط سپاه پاسداران انقلاب اسلامی، سیاست‌های آب پایدار را تضعیف می‌کند، به بحران جاری آب در ایران کمک می‌کند و تأثیر متقابل پیچیده بین قدرت، فساد و مدیریت منابع را برجسته می‌کند. 

## استخراج غیرقانونی آب
استحصال غیرمجاز آب در ایران موضوع مهمی است که به کمبود آب کشور کمک می کند. بسیاری از چهره‌های با نفوذ، از جمله مقامات محلی و افراد قدرتمند تجاری، چاه‌های غیرمجاز را راه‌اندازی می‌کنند و از ذخایر آب زیرزمینی فراتر از محدودیت‌های قانونی بهره‌برداری می‌کنند . علیرغم مقررات کنترل مصرف آب، اجرای آن ضعیف است که منجر به تخلیه سفره های آب حیاتی، فرونشست زمین و بیابان زایی به ویژه در مناطق کشاورزی مانند فارس و خراسان می شود. این مشکل با فساد تشدید می‌شود، زیرا کسانی که دارای روابط سیاسی هستند اغلب از مجازات فرار می‌کنند و تلاش‌های مدیریت آب پایدار را تضعیف می‌کنند. 
به گفته محمد حجرسولیها، مدیرعامل شرکت مدیریت منابع آب ایران، نزدیک به ۳۲۰ هزار حلقه چاه غیرمجاز وجود دارد و سالانه بین ۱۳ تا ۱۴ هزار حلقه چاه غیرمجاز پلمب می شود. هزینه آب یکی دیگر از عوامل ایجاد سوء استفاده از آب است. 

## کمبود شفافیت در مدیریت پروژه‌ها
مسائل شفافیت از تخصیص قراردادها برای پروژه های زیربنایی آب ناشی می شود. فرآیند تدارکات غیرشفاف ایران اغلب شامل اعطای قرارداد به شرکت های مرتبط با نخبگان سیاسی بدون رقابت آزاد و منصفانه است. این منجر به افزایش هزینه‌های پروژه می‌شود و منجر به کیفیت پایین و پیامدهای زیان‌بار محیط‌زیستی می‌شود. نمونه بارز آن پروژه سد گتوند است. علیرغم هشدار کارشناسان محیط زیست در مورد احداث سد بر روی بسترهای نمکی که باعث افزایش شوری رودخانه کارون می شود، این پروژه به دلیل فشارهای سیاسی و منافع شخصی ادامه یافت. ساخت سد منجر به آسیب های شدید اکولوژیکی و افزایش سطح شوری شد و آب را برای کشاورزی و مصرف پایین دست غیرقابل استفاده کرد. 

## کمبود آب و ناآرامی‌های اجتماعی
اعتراضات مربوط به کم آبی در ایران به طور فزاینده ای رایج شده است. در ژوئیه ۲۰۲۱، زمانی که شهروندان دولت را متهم کردند که منابع آب را برای حمایت از صنایع و مناطق دیگر منحرف می‌کند و جوامع محلی را فاقد آب آشامیدنی کافی یا منابع آبیاری می‌کند، در خوزستان به راه افتاد.  ناآرامی های مشابهی در سیستان و بلوچستان رخ داده است، جایی که ساکنان آن با کمبود آب مزمن مواجه هستند که به دلیل سوء مدیریت و برداشت غیرقانونی آب تشدید شده است. 

## مشکلات زنجیره تأمین مواد غذایی و سپاه پاسداران
زنجیره تامین مواد غذایی شامل پنج مرحله اصلی تولید، حمل و نگهداری، فرآوری و بسته بندی، توزیع و خرده فروشی و در نهایت مصرف می باشد. به دلیل فسادپذیری محصولات، مقررات ایمنی سختگیرانه و نیاز به کنترل دقیق دما ، به ویژه در تدارکات زنجیره سرد ، تفاوت قابل توجهی با یک زنجیره تامین معمولی دارد. چالش های کلیدی شامل مدیریت انحرافات شرایط مانند نوسانات دما یا رطوبت است که می تواند باعث فساد شود. جلوگیری از آسیب دیدن بسته در حین حمل و نقل؛ و حصول اطمینان از رعایت استانداردهای ایمنی مواد غذایی . هزینه های بالای نگهداری نیز نگران کننده است، به ویژه برای اقلام زنجیره ای فاسد شدنی و سرد، زیرا به تجهیزات و نظارت تخصصی نیاز دارند. علاوه بر این، جریان اطلاعات در سراسر زنجیره تامین حیاتی است، زیرا تاخیر یا عدم دقت می تواند منجر به ناکارآمدی و اختلال شود. زنجیره تامین مواد غذایی نیازمند مدیریت کارآمد، سیستم های داده یکپارچه و پایبندی به مقررات ایمنی جهانی برای حفظ کیفیت محصول و به حداقل رساندن ضرر است. 
علاوه بر مدیریت آب، سپاه پاسداران انقلاب اسلامی نقش بسزایی در اقتصاد ایران دارد.  سپاه پاسداران انقلاب اسلامی به لحاظ استراتژیک عملیات خود را فراتر از صنایع نظامی و دفاعی به بخش های حیاتی مانند کشاورزی، ساخت و ساز، مخابرات و انرژی متنوع کرده است. این گسترش با سیاست « اقتصاد مقاومتی » ایران برای دستیابی به خوداتکایی و کاهش اثرات تحریم‌های بین‌المللی همسو است.  نفوذ اقتصادی سپاه شامل تسلط بر پروژه های توسعه کشاورزی و تولید مواد غذایی است. سپاه از طریق بازوی ساخت و ساز و مهندسی خود، خاتم الانبیا (غورب)، پروژه های کشاورزی و آبیاری در مقیاس بزرگ را مدیریت و توسعه می دهد و به آن کنترل بر جنبه های حیاتی تولید مواد غذایی می دهد. این مشارکت تضمین می‌کند که سپاه می‌تواند زنجیره تامین غذای ایران را دستکاری کند  و بخش‌های حیاتی صنعت غذا، از تولیدات مزرعه گرفته تا تأسیسات فرآوری مواد غذایی را در انحصار خود درآورد، در نتیجه رقابت را محدود می‌کند. سپاه از موقعیت مسلط خود در صنایع غذایی ایران به عنوان ابزار اقتصادی و سیاسی استفاده می کند. 
این سازمان از قراردادها و یارانه های دولتی مطلوب بهره مند می شود و حضور خود را بیش از پیش تثبیت می کند. با کنترل توزیع کالاهای اساسی مانند گندم، دام و سایر محصولات غذایی، سپاه اهرمی بر جمعیت و بازارهای محلی به دست می آورد. این به آن اجازه می‌دهد تا با دستکاری دسترسی به منابع ضروری، مخالفت‌ها را سرکوب کند و وفاداری خود را حفظ کند، که این بخشی از روند گسترده‌تر نظامی‌سازی اقتصاد ایران است. سپاه از نفوذ خود برای مدیریت زنجیره‌های تامین حیاتی از جمله مواد غذایی استفاده می‌کند که به آن اجازه می‌دهد تا بازارهای داخلی را به‌ویژه در مواقع بحران یا تحریم‌ها تثبیت و کنترل کند. این اقدام نه تنها از نیازهای لجستیکی آنها حمایت می کند، بلکه اهرم اقتصادی و سیاسی سپاه را در داخل کشور تقویت می کند.  
اقدامات سپاه به اقتصاد غیررسمی کمک می کند، جایی که مواد غذایی و محصولات کشاورزی قاچاق می شوند یا برای دستکاری قیمت ها از آنها جلوگیری می شود. به عنوان مثال، دخالت سپاه در کنترل مرزها و مراکز مهم حمل و نقل مانند فرودگاه ها، به آن اجازه می دهد تا قوانین گمرکی را دور بزند و برای حفظ مزیت اقتصادی خود، کالاها را به صورت غیرقانونی وارد کند. این رفتار اغلب بازارهای محلی را بی ثبات می کند و به ناامنی غذایی کمک می کند، زیرا منافع مالی سازمان ممکن است با نیازهای عمومی همخوانی نداشته باشد. 
این فعالیت‌ها انتقال سپاه از یک نهاد نظامی و امنیتی به یک نهاد جامع اقتصادی-اجتماعی در ایران را نشان می‌دهد که قدرت قابل‌توجهی بر منابع حیاتی از جمله زنجیره تامین مواد غذایی دارد. 

## راه‌حل‌های پیشنهادی
مقابله با تورم مواد غذایی در ایران به دلیل ماهیت پیچیده علل زمینه ای نیازمند رویکردی عمیق و چندوجهی است.

## بهبود بهره‌وری کشاورزی
بخش کشاورزی ایران به دلیل کمبود آب، سیستم های آبیاری قدیمی و شیوه های کشاورزی ناکارآمد با کاهش بهره وری مواجه شده است. بهبود بهره وری کشاورزی کلید تثبیت قیمت مواد غذایی است و می توان چندین قدم برداشت.
نوسازی روش‌های آبیاری: ایران به‌شدت به محصولات پر آب مانند برنج و گندم متکی است. این کشور همچنین یکی از بالاترین میزان برداشت آب در جهان را دارد. انتقال به سیستم های آبیاری مدرن مانند کشاورزی قطره ای یا دقیق می تواند مصرف آب را کاهش دهد و عملکرد محصول را افزایش دهد. اتخاذ فناوری‌های جدید کشاورزی: سرمایه‌گذاری در فناوری کشاورزی، از جمله مکانیزاسیون ، بذرهای بهتر (مانند گونه‌های مقاوم به خشکی )، و مدیریت حاصلخیزی خاک ، می‌تواند کارایی تولید را به میزان قابل توجهی افزایش دهد. حمایت دولت از کشاورزان: ارائه آموزش، یارانه و کمک های مالی به کشاورزان کوچک می تواند به آنها کمک کند تا به شیوه های پایدارتر انتقال یابند. برنامه‌های حمایتی با هدف استفاده کارآمد از منابع، انعطاف‌پذیری در برابر شوک‌های قیمتی را افزایش داده و وابستگی به واردات را کاهش می‌دهد. 

## اصلاح سیستم‌های یارانه و کنترل قیمت‌ها
سیستم یارانه فعلی ایران به شدت بر انرژی و کالاهای اساسی متمرکز است که اغلب منجر به ناکارآمدی بازار و سوء مدیریت منابع می شود. انتقال از یارانه های جهانی (که استفاده بیش از حد را تشویق می کند) به یارانه های هدفمند برای خانواده های کم درآمد می تواند کارایی را بهبود بخشد. این به دولت اجازه می دهد تا منابع را بهتر تخصیص دهد و فشارهای تورمی را کاهش دهد. در حالی که هدف کنترل قیمت حمایت از مصرف‌کنندگان است، اما زمانی که قیمت‌ها کمتر از سطح بازار تعیین می‌شوند، می‌توانند منجر به کمبود شوند. ایران می‌تواند با حرکت تدریجی به سمت سیستمی که به قیمت‌ها اجازه می‌دهد واقعیت‌های بازار را منعکس کند و در عین حال از جمعیت‌های آسیب‌پذیر با کمک مالی مستقیم محافظت کند ، بین عرضه و تقاضا تعادل بهتری برقرار کند. اجرای مقررات برای جلوگیری از احتکار، اقدامات انحصاری ، و افزایش قیمت ها ، به ویژه توسط نهادهای قدرتمندی مانند سپاه، برای حفظ قیمت های منصفانه بسیار مهم است. 

## مبارزه با فساد و بهبود مدیریت
فساد و عدم شفافیت موانع مهمی بر سر راه ثبات اقتصادی در ایران هستند. دخالت سپاه در بخش‌های مختلف اقتصادی از جمله توزیع مواد غذایی، بازار را مختل کرده و به تورم کمک می‌کند. دولت می‌تواند با اعمال مقررات یا واگذاری قراردادهای دولتی به شرکت‌های خصوصی از طریق فرآیندهای شفاف مناقصه، نقش اقتصادی نهادهایی مانند سپاه را کاهش دهد. این امر باعث تقویت رقابت و کاهش شیوه های انحصاری می شود.  

## اصلاحات در مدیریت آب و زمین
برداشت بیش از حد ایران از آب های زیرزمینی و استفاده ناکارآمد از آب های سطحی باید برطرف شود. سیاست هایی مانند اصلاحات قیمت گذاری آب، سرمایه گذاری در فناوری های صرفه جویی در مصرف آب و ترویج بازیافت آب می تواند به حفظ منابع و حمایت از کشاورزی کمک کند. مبارزه با فرسایش خاک و بیابان زایی از طریق شیوه های کشاورزی پایدار، مانند تناوب زراعی ، زراعت جنگلی ، و کشاورزی ارگانیک ، می تواند امنیت غذایی را افزایش دهد (امیراسلانی و دراگوویچ، ۲۰۱۱؛ عمادالدین و همکاران، ۲۰۱۲).  